# Pałac w Rząsinach
Pałac w Rząsinach (niem.  Schloss Welkersdorf) – zabytkowy pałac we wsi Rząsiny w Polsce, w województwie dolnośląskim, w powiecie lwóweckim, w gminie Gryfów Śląski.

## Opis
Dwupiętrowy pałac; pierwotnie zbudowany jako dwór w XVI w., przebudowany dla rodzin von Schweinitz i von Schmettau w XVIII w. i XIX w. Pałac wybudowany w  stylu klasycystycznym na rzucie prostokąta, kryty dachem czterospadowym. Od frontu portyk tarasowy z czterema kolumnami doryckimi z zadaszonym balkonem również z czterema kolumnami. Powyżej, między kondygnacjami pięter, znajdują się, częściowo zasłonięte trojspadowym dachem balkonu, dwa kartusze z herbami  von: Schweinitz (właścicieli w latach 1676-1734) i Schweinichen. Nad drugim piętrem szczyt z oknami trzeciego pietra, zwieńczony trójkątnym frontonem. Obiekt jest częścią zespołu pałacowego, w skład którego wchodzi jeszcze park ze stawem oraz zabudowania folwarczne. Od 2007 poddawany jest pracom restauratorskim.

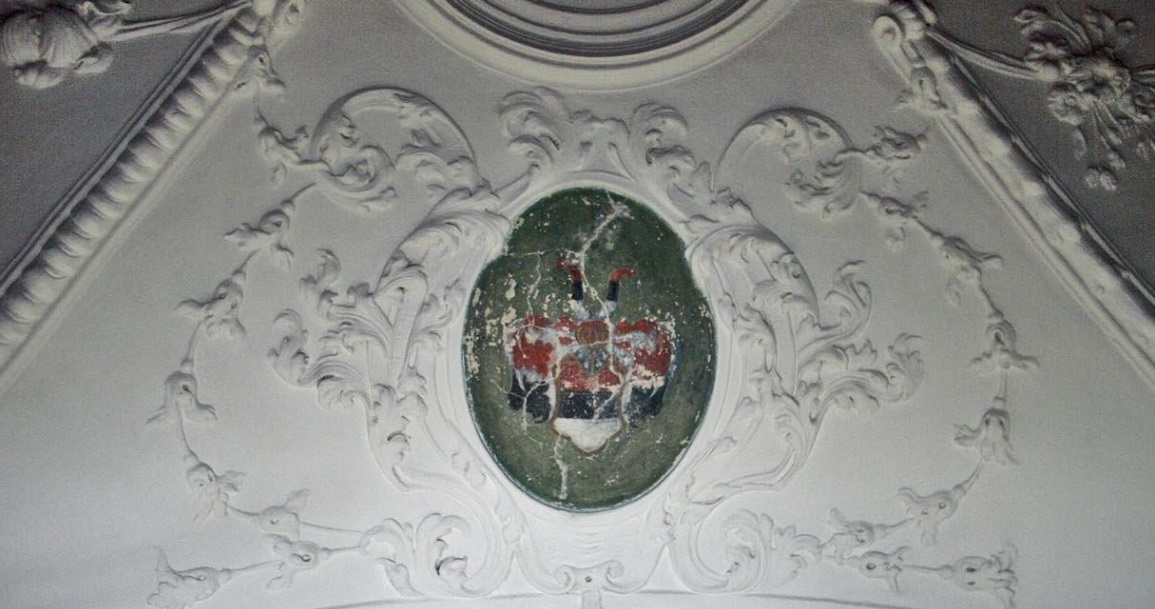
Herb von Schweinitz
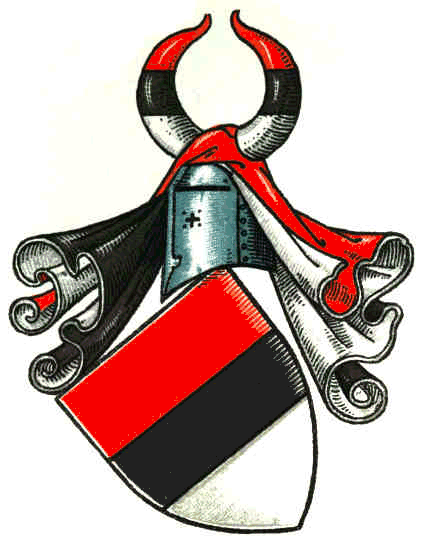
Herb von Schweinitz
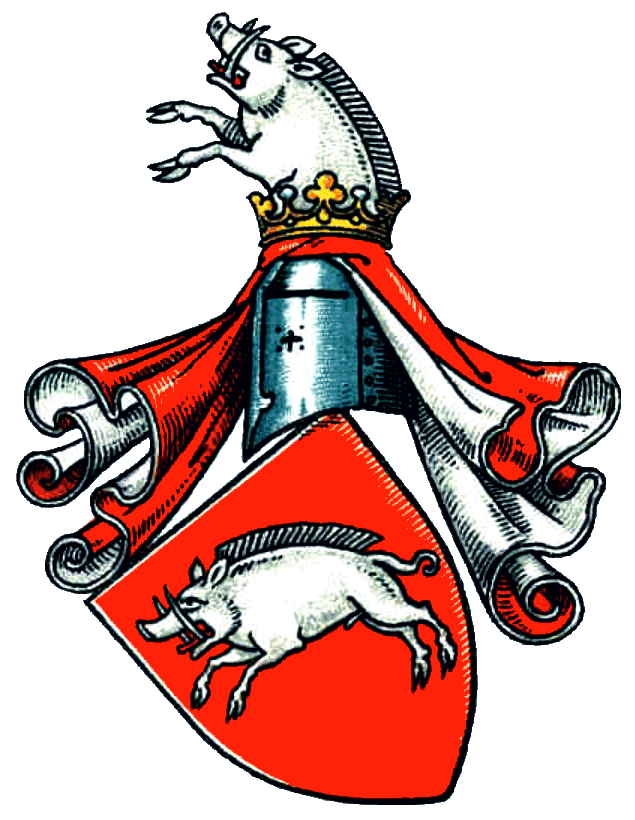
Herb v. Schweinichen